# Megachile nipponica
Megachile nipponica är en biart som beskrevs av Cockerell 1914. Megachile nipponica ingår i släktet tapetserarbin, och familjen buksamlarbin. Inga underarter finns listade i Catalogue of Life.